# Tolcayuca
Esta página se refiere a una localidad. Para el municipio homónimo véase Municipio de Tolcayuca
Tolcayuca es una localidad mexicana, cabecera del municipio de Tolcayuca en el estado de Hidalgo.

## Toponimia
El nombre Tolcayuca ha sido escrito de muchas formas a lo largo del tiempo. De acuerdo a la Enciclopedia de los Municipios de México, resguardada en la UAEH, Tolcayuca significa «Lugar en donde se inclina la cabeza», pues proviene del Nahuatl Tolocayotl «la acción de agachar la cabeza» o del verbo Tolca «inclinar la cabeza».
Sin embargo, esta última interpretación es errónea por varias razones. De acuerdo a los diccionarios del idioma Nahuatl, el verbo «tragar o inclinar la cabeza» se traduce como Toloa, escrito con dos letras O. Mientras que la palabra Tolca, escrita con la letra C, se derivaría del Nahuatl Tolcalli «arco arquitectónico». Sirvase por ejemplo que Tollohcan y toloache son derivados del verbo Toloa «agachar la cabeza»; y que el mismo glifo de Tollocan tiene la figura de una persona agachada.
Tolcayuca y sus alrededores son registrados por primera vez con el nombre de San Xuan Tolquauhyocan en los Códices Techialoyan del siglo XVII. En la entrada sobre tlatilia en el diccionario náhuatl de la Universidad de Oregón también se registran los nombres de los pueblos vecinos: Huauhquilpan, Acayocan, Zapotitlan, Zacamolpan y Tolcuauhyocan, este último con el significado de «Lugar de juncos gordos». Finalmente, Tolcuauhyocan está representada en el Códice Xólotl con un glifo compuesto por los signos para tollin «tule» y cuahuitl «árbol».
De todas formas, derivado de Tolocayotl «la acción de agachar la cabeza» y can «lugar», Tolcayuca significa «Lugar en donde se agachan o inclinan la cabeza»; mientras que derivado de Tolcalli «arco arquitectónico» y yocan «lugar de abundancia», Tolcayuca significaría «Lugar en donde abundan los arcos para agachar la cabeza».

## Geografía
Se encuentra en el Valle de Tizayuca, le corresponden las coordenadas geográficas 19°57′23.728″ de latitud norte y 99°55′18.34″ de longitud oeste, con una altitud de 2378 m s. n. m. Cuenta con un clima Templado subhúmedo con lluvias en verano, de menor humedad; registra una temperatura media anual de 16.2 °C, precipitación pluvial de 557 milímetros por año.
En cuanto a fisiografía, se encuentra dentro de la provincia de la Eje Neovolcánico dentro de la subprovincia de Llanuras y Sierras de Querétaro e Hidalgo; su terreno es de llanura y Sierra. En lo que respecta a la hidrografía se encuentra posicionado en la región Panuco, dentro de la cuenca del río Moctezuma, en la subcuenca del río Tezontepec.

## Demografía
De acuerdo con el Censo de Población y Vivienda 2020 del INEGI; la localidad tiene una población de 8966 habitantes, lo que representa el 20.78 % de la población municipal. De los cuales 4304 son hombres y 4662 son mujeres; con una relación de 92.32 hombres por 100 mujeres.
Las personas que hablan alguna lengua indígena, es de 43 personas, alrededor del 0.48 % de la población de la ciudad. En la ciudad hay 111 personas que se consideran afromexicanos o afrodescendientes, alrededor del 1.24 % de la población de la ciudad.
De acuerdo con datos del censo INEGI 2020, unas 7318 declaran practicar la religión católica; unas 633 personas declararon profesar una religión protestante o cristiano evangélico; 9 personas declararon otra religión; y unas 996 personas que declararon no tener religión o no estar adscritas en alguna.
| Gráfica de evolución demográfica de Tolcayuca entre 1900 y 2020                              |
|                                                                                              |
| Población de los censos y conteos del Instituto Nacional de Estadística y Geografía (INEGI). |

## Educación
En 1867 ya funcionaba la escuela primaria en Tolcayuca. La Telesecundaria de Tolcayuca fue inaugurada un siglo después, en 1968. El Colegio de Bachilleres del Estado de Hidalgo, plantel Tolcayuca, empezó a funcionar en 1990. La Universidad Politécnica Metropolitana de Hidalgo, con sede en Tolcayuca, fue inaugurada en 2008.